# USS Lexington (CV-2)
USS Lexington (CV-2) – (Gray Lady, Lady Lex lub The Fighting Lady) amerykański lotniskowiec typu Lexington, zwodowany 3 października 1925 roku w stoczni Fore River w Quincy w stanie Massachusetts, pierwszy w pełni operacyjny lotniskowiec amerykański.
W związku z postanowieniami traktatu waszyngtońskiego z 1922 roku, jednostka została przebudowana z budowanego dla United States Navy krążownika liniowego typu Lexington. W trakcie II wojny światowej, wziął udział w początkowej fazie walk z cesarstwem japońskim podczas wojny na Pacyfiku. Uczestniczył wówczas w rajdach amerykańskich lotniskowców pierwszej połowy 1942 roku. W maju 1942 roku wziął udział w pierwszej podczas tej wojny bitwie lotniskowców na Morzu Koralowym. Startujące z jego pokładu samoloty wzięły udział w zatopieniu japońskiego lekkiego lotniskowca „Shōhō” oraz uszkodziły duży japoński lotniskowiec „Shōkaku”. Sam okręt został jednak trafiony japońskimi bombami, co doprowadziło do eksplozji pod pokładem okrętu i zniszczenia jednostki.
Lotniskowiec został ostatecznie zatopiony torpedami przez niszczyciel USS „Phelps” (DD-360), który zadał mu coup de grâce. Następnym okrętem noszącym nazwę "Lexington" był wprowadzony do służby w 1943 roku lotniskowiec typu Essex USS „Lexington” (CV-16). 5 marca 2018 roku statek badawczy RV Petrel odnalazł wrak okrętu w wodach Morza Koralowego.

## Geneza
Program amerykańskich lotniskowców zapoczątkowany został eksperymentalnym okrętem lotniczym USS „Langley” (CV-1), powstałym z przerobionego węglowca USS „Jupiter” (AC-3). Zgodnie z postanowieniami traktatu waszyngtońskiego z 1922 roku Stany Zjednoczone miały prawo do konwersji dwóch budowanych krążowników liniowych do roli lotniskowców. Jednym ze znajdujących sie w budowie okrętów, który został wybrany do konwersji był krążownik "Lexington" (CC-1), który otrzymał desygnację CV-2, oznaczającą drugi w kolejności okręt przenoszący statki powietrzne cięższe od powietrza. Z uwagi jednak na odziedziczony po krążowniku liniowym opancerzony kadłub okrętu, jego wyporność standardowa wynosiła 36 000 ton standardowych, przekraczała więc określony traktatem limit. Problem ten rozwiązano przez powołanie się na traktatową klauzulę umożliwiającą zwiększenie wyporności istniejących okrętów o 3000 ton celem dodania im pancerza chroniącego przed atakiem podwodnym i powietrznym. Zmniejszono jednak nieco opancerzenie okrętu, przykładowo wysokość pasa burtowego zmniejszono z 5,20 do 2,83 metra. Gdy projekt konwersji był na ukończeniu, oryginalne działa krążownika liniowego kalibru 406 mm zastąpiono działami 208 mm. Zabieg ten miał na celu zapewnienie jednostce ochrony przed uzbrojonymi w zgodzie z traktatem w działa 208 mm krążownikami traktatowymi. Ostateczny projekt „Lexingtona” oparty był na przyjętym w 1919 roku projekcie krążowników liniowych, z pochylonym pancerzem bocznym i bąblami przeciwtorpedowymi zainspirowanymi w znacznej mierze projektem HMS „Hood”, dostarczonym po jego zakupie do Stanów Zjednoczonych w 1917 roku.

## Budowa i konstrukcja
Stępkę pod okręt położono 8 stycznia 1921 roku w należącej do Bethlehem Steel stoczni Fore River w Massachusetts. 1 lipca 1922 roku dokonano jego reklasyfikacji na lotniskowiec, zaś wodowanie okrętu nastąpiło 3 października 1925 roku. Po wyposażeniu jednostki, okręt wszedł do służby w marynarce amerykańskiej 14 grudnia 1927 roku.
W czasie wejścia do służby okręt miał długość całkowitą (LOA) 270,66 metra i długość na linii wodnej (LWL) 260 metrów, jego szerokość zaś między skrajnymi punktami wynosiła 32,31 metra. W kadłubie o głębokości 21,64 metra umieszczony został całkowicie zamknięty – w przeciwieństwie do następców – pokład hangarowy o wymiarach 119,79 x 20,73 metra i 6,1 metra wysokości. Posadowiony na kadłubie jednopoziomowy pokład startowy miał długość 263,35 metra, jego maksymalna zaś szerokość wynosiła 28,65 metra. Jednostka nie miała pokładu pancernego – w całości metalowy pokład pokryty był drewnianymi deskami. Do obsługi samolotów przeznaczone były dwie windy – większa z nich umieszczona była w osi symetrii pokładu startowego, i służyła do przenoszenia samolotów między pokładami, umieszczona zaś bardziej ku rufie mniejsza winda, używana była do przenoszenia innych elementów. Pokład startowy miał początkowo kształt zwężający się ku dziobowi, jednak w 1936 dziób okrętu został poszerzony, poszerzeniu uległa też wówczas dziobowa część pokładu startowego, przez co uzyskała regularny prostokątny kształt. Pokład hangarowy okrętu pełnił rolę pokładu głównego i strukturalnego, pokład zaś poniżej hangarowego, był opancerzony i pełnił rolę ochronną.
Charakterystyczną cechą „Lexingtona” był jego masywny umieszczony za stosunkowo niewielką nadbudówką na sterburcie komin. Przed nadbudówką natomiast i za kominem umieszczonych zostało w superpozycji osiem dział kalibru 208 mm L/55 w czterech podwójnych wieżach. Podobnie jak bliźniacza „Saratoga” (CV-3), okręt wyposażony był pierwotnie w mechaniczną katapultę Nordena, z powodu jednak jej niskiej użyteczności, do połowy lat 30. katapulta została usunięta. Okręt został skonstruowany do przenoszenia 80 samolotów, mógł jednak zabrać do 120 maszyn, zwłaszcza dzięki podwieszeniu dodatkowych samolotów pod sufitem hangaru. Standardowa w czasie początkowej służby „Lexingtona” grupa lotnicza okrętu składała się z 18 samolotów myśliwskich Grumman F2F, 18 bombowców F4B-4, 20 rozpoznawczych SBU-1 Corsair oraz 18 bombowo-torpedowych BG-1. W jej skałd wchodziło także 5 samolotów pomocniczych i łącznikowych.